# Орсо II Партечипацио
Орсо II Партечипацио (на италиански: Orso II Participazio) е осемнадесети дож на Венецианската република. Управлява от 912 г. до смъртта си през 932 г.
Орсо II Партечипацио вероятно е син на Бадоар Партечипацио и правнук на Анджело Партечипацио. Произхожда от влиятелната фамилия Партечипацио, вече дала на Венеция към това време няколко дожове. В действителност фамилията на рода Партечипацио не е изяснена - днес е възприето в съвременната историография тя да се записва в този вид, но вероятно неговите деди са се наричали Бадоер, а „Партечипацио“ за първи път е използвано от летописеца Йоан Дякон именно по повод Орсо II Партечипацио и по-късно тази фамилия е приписана на цялата родова линия, един от първите известни представители на която е Анджело Партечипацио.
Орсо II Партечипацио изпраща сина си Пиетро в Константинопол, за да заздрави връзките с византийския императорски двор. При обратното си пътуване към родината обаче Пиетро е пленен от хърватския владетел Мирослав, съюзник на българите, и е изпратен на цар Симеон I, който по това време воюва с Византия. Българският цар го връща на венецианците срещу значителен откуп.
През 932 г. Орсо II Партечипацио се оттегля в манастир, където и умира скоро след това.
Според Йоан Дякон той е баща на дожа Пиетро Партечипацио, управлявал между 939 и 942 г.